# Anne-François d'Harcourt
Anne-François d'Harcourt, duc de Beuvron, né le 4 octobre 1727 et mort à Amiens le 10 mars 1797, est gentilhomme et militaire français du XVIIIe siècle. Il est lieutenant général des armées du roi et gouverneur de Cherbourg.

## Biographie
Le duc de Beuvron est le fils d'Anne-Pierre quatrième duc d'Harcourt, maréchal de France, et de Thérèse de Beaupoil de Sainte-Aulaire. 
Il est connu comme chevalier, puis marquis de Beuvron et est enfin créé par Louis XVI, duc de Beuvron (à brevet), en 1784.
Il est guidon de gendarmerie en décembre 1744, enseigne des chevau-légers d'Orléans le 8 mars 1746, mestre de camp commandant le régiment de cavalerie de Harcourt en janvier 1748, brigadier des armées du roi en décembre 1748, commandant général de la cavalerie en 1750, lieutenant général au gouvernement du bas Poitou le 1er juin 1751, maistre de camp commandant le régiment Commissaire général cavalerie en 1759, maréchal de camp le 20 février 1761, chevalier des Ordres du Roi le 26 mai 1776 et lieutenant général des armées du roi le 1er mars 1780.
Gouverneur de Cherbourg, il y accueille en juin 1786, avec son frère François-Henri, 5e duc d'Harcourt et gouverneur de Normandie, le roi Louis XVI venu visiter les travaux d'agrandissement du port.
Retiré à Amiens pendant la Révolution, le duc de Beuvron y meurt le 10 mars 1797.

## Mariage et descendance
De son mariage, le 22 janvier 1749, avec Anne-Catherine Rouillé de Jouy, unique enfant d'Antoine-Louis Rouillé, comte de Jouy, conseiller, ministre et secrétaire d’État au département de la Marine, puis aux Affaires étrangères, et de Marie-Catherine Pallu, il eut :
- Anne-Catherine d'Harcourt (15 janvier 1750 - 28 septembre 1823), épouse de Charles-Louis-Hector marquis d'Harcourt Olonde, gouverneur de Rouen, pair de France (1814), lieutenant général des armées du roi , son cousin éloigné, chef de toute la Maison d'Harcourt (1743-1820) ; dont postérité ;
- François d'Harcourt (18 mai 1755 -  21 novembre 1839), comte de Beuvron et de Jouy, puis 6e duc d'Harcourt et pair de France (à la mort de son oncle, François Henri, 5e duc d'Harcourt, en 1802) ; lieutenant-général des armées du Roi ;.
- Cécile d'Harcourt (27 février 1770 - 12 octobre 1844), mariée le 22 avril 1788 avec Bruno, marquis de Boisgelin (1767 - 1827) ;
- Anne-Marie d'Harcourt (1772 - 1773)

## Résidences
En mai 1754, Le marquis de Beuvron fait jouer le droit de retrait lignager pour racheter, moyennant 473 500 livres, la seigneurie et le château du Champ de Bataille , précédemment la propriété de sa tante, la marquise de Mailloc. Le Champ de Bataille se trouve à proximité d'Harcourt, le berceau de sa famille. Le château étant délabré, il fait faire à l'intérieur d'importants aménagements, qui sont interrompus par la Révolution.
Ses héritiers revendent le Champ de Bataille en 1802.
À Paris, le duc de Beuvron habite l'hôtel d'Estrées, 79 rue de Grenelle, acheté par lui en 1761 et vendu par ses héritiers en l'an VIII. Cet hôtel est aujourd'hui la résidence de l'ambassadeur de Russie en France.

## Portraits
Fragonard a peint son portrait, comme celui de son frère aîné, François Henri, 5e duc d'Harcourt, en personnage de la comédie italienne dans la série des figures de fantaisie .  
Longtemps conservé dans la descendance de son modèle, ce portrait est aujourd'hui au Musée du Louvre. 
Un autre portrait de lui, par Van Loo, existe également. 

## Pour approfondir

### Sources
- Dom Lenoir, Preuves généalogiques et historiques de la Maison d'Harcourt, 1907
- La Famille d'Harcourt, histoire et iconographie, in revue Art de Basse Normandie, no 78, été 1979
- Georges Martin, Histoire et Généalogie de la Maison d'Harcourt, 3e édition, 2013, tome 2, p. 90-99.
- Pierre Rosenberg, Tout l'œuvre peint de Fragonard, Paris, Flammarion, 1989, coll. « Les classiques de l'art ».
- Pierre Rosenberg, Quatre nouveaux Fragonard au Louvre, Revue du Louvre, 1974, no 3, p. 183–186

### Pages connexes
- Maison d'Harcourt
- Liste des seigneurs d'Harcourt
- Château du Champ de Bataille
- Hôtel d'Estrées